# Kanton Mauriac
Mauriac is een kanton van het Franse departement Cantal. Het kanton maakt deel uit van het arrondissement Mauriac.

## Gemeenten
Het kanton Mauriac omvatte tot 2014 de volgende 11 gemeenten:
- Arches
- Auzers
- Chalvignac
- Drugeac
- Jaleyrac
- Mauriac (hoofdplaats)
- Méallet
- Moussages
- Salins
- Sourniac
- Le Vigean

Na de herindeling van de kantons bij decreet van 13 februari 2014, met uitwerking op 22 maart 2015 omvat het kanton volgende 20 gemeenten:
- Ally
- Anglards-de-Salers
- Barriac-les-Bosquets
- Brageac
- Chalvignac
- Chaussenac
- Drugeac
- Escorailles
- Le Fau
- Fontanges
- Mauriac
- Pleaux
- Saint-Bonnet-de-Salers
- Saint-Martin-Cantalès
- Saint-Martin-Valmeroux
- Saint-Paul-de-Salers
- Sainte-Eulalie
- Salers
- Salins
- Le Vigean